# Pictetia aculeata
El tachuelo (Pictetia aculeata) es una planta de la familia de las fabáceas.

## Descripción
Árbol caduco pequeño, común en áreas secas. Las ramitas son espinosas y las hojuela casi redondas tienen punta espinosa. Florece y fructifica todo el año.

## Distribución y hábitat
Se distribuye por zonas secas de Puerto Rico como el Bosque Estatal de Guánica donde forma un bosque espinoso junto con el tintillo, sobre suelos de roca caliza en superficie.